# Slimane Azem
Pour les articles homonymes, voir Azem.
Slimane Azem (en kabyle: Sliman Ɛezem), né le 19 septembre 1918 à Agouni Gueghrane en Algérie, et mort le 28 janvier 1983 à Moissac en France, est un musicien, chanteur, auteur-compositeur-interprète, poète et fabuliste algérien d'expression kabyle.

## Biographie
Slimane Azem naît le 19 septembre 1918 à Agouni Gueghrane, en Kabylie, en Algérie, alors départements français.
À 11 ans, il devient employé agricole chez un colon à Staoueli, une station balnéaire près d'Alger. En 1937, il s'installe à Longwy en France métropolitaine et trouve un travail dans une aciérie pendant deux ans. Mobilisé en 1939, lors de la « drôle de guerre », à Issoudun. En 1940, il est réformé et s'installe à Paris où il est embauché comme aide électricien dans le métro parisien. En 1942, il est réquisitionné pour le STO par les Allemands dans les camps de travail de la Rhénanie jusqu'à sa libération, en 1945.
Après la Libération, il décroche la gérance d'un café dans le 15e arrondissement de Paris où il interprète ses premières compositions. Remarqué et encouragé par Mohamed el Kamel, ancien de l'ensemble Bachtarzi, il persévère dans le chant. Slimane enregistre enfin son premier disque avec le morceau A Moh A Moh. Traitant du mal du pays, ses disques s'arracheront chez Madame Sauviat, l'unique disquaire qui vend des albums d'artistes nord-africains et orientaux.
En 1955, il écrit en pleine guerre d'Algérie, Effeɣ ay ajrad tamurt iw, une chanson où il compare les colons français aux criquets qui dévastent les cultures et dévorent son pays. Elle est interdite par un arrêté du 22 juin 1957 de la République française.

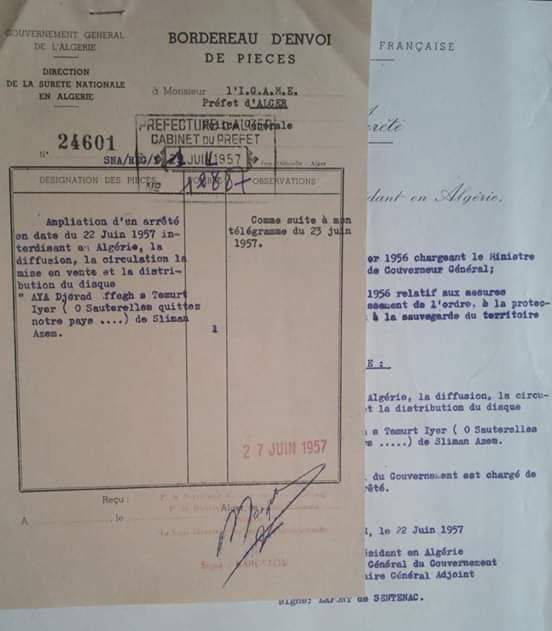
Un arrêté des autorités françaises interdit, en pleine Guerre d'Algérie, l'album de Slimane. Une des chansons de l'album est intitulée « quittez notre pays ».

À l'indépendance de l'Algérie, en 1962, Slimane Azem critique le pouvoir algérien, Ben Bella et Boumedienne dans des chansons vendues sous le manteau en Algérie. Le pouvoir lui interdit tout retour dans le pays. Contraint de s'installer en France, il devient alors une voix légendaire que les Kabyles peuvent écouter sur la radio française dans son quart d’heure kabyle quotidien. Azem est, de fait, interdit d’antenne dans son propre pays et ses disques ne circulent que sous le manteau ; on ne lira son nom, en minuscules, que dans les brèves, d'un quotidien du bled. En 1970 il obtient, avec la chanteuse Noura, un disque d'or l'imposant comme une des meilleures ventes hexagonales. Il devient sociétaire de la SACEM.
Au cours des années 1970, il fait des duos comiques avec le cheikh Norredine et chante en français Algérie, mon beau pays et Carte de résidence. Au fil des enregistrements, Slimane Azem conquiert un large public communautaire grâce à ses textes paraboles où il met en scène des animaux et se pose comme un chanteur engagé politiquement. Puis son inspiration décline.
Au début des années 1980, il consacre une bonne partie de sa fortune à l'achat d'une ferme à Moissac. Slimane Azem meurt le 28 janvier 1983 dans sa ferme.

## Postérité

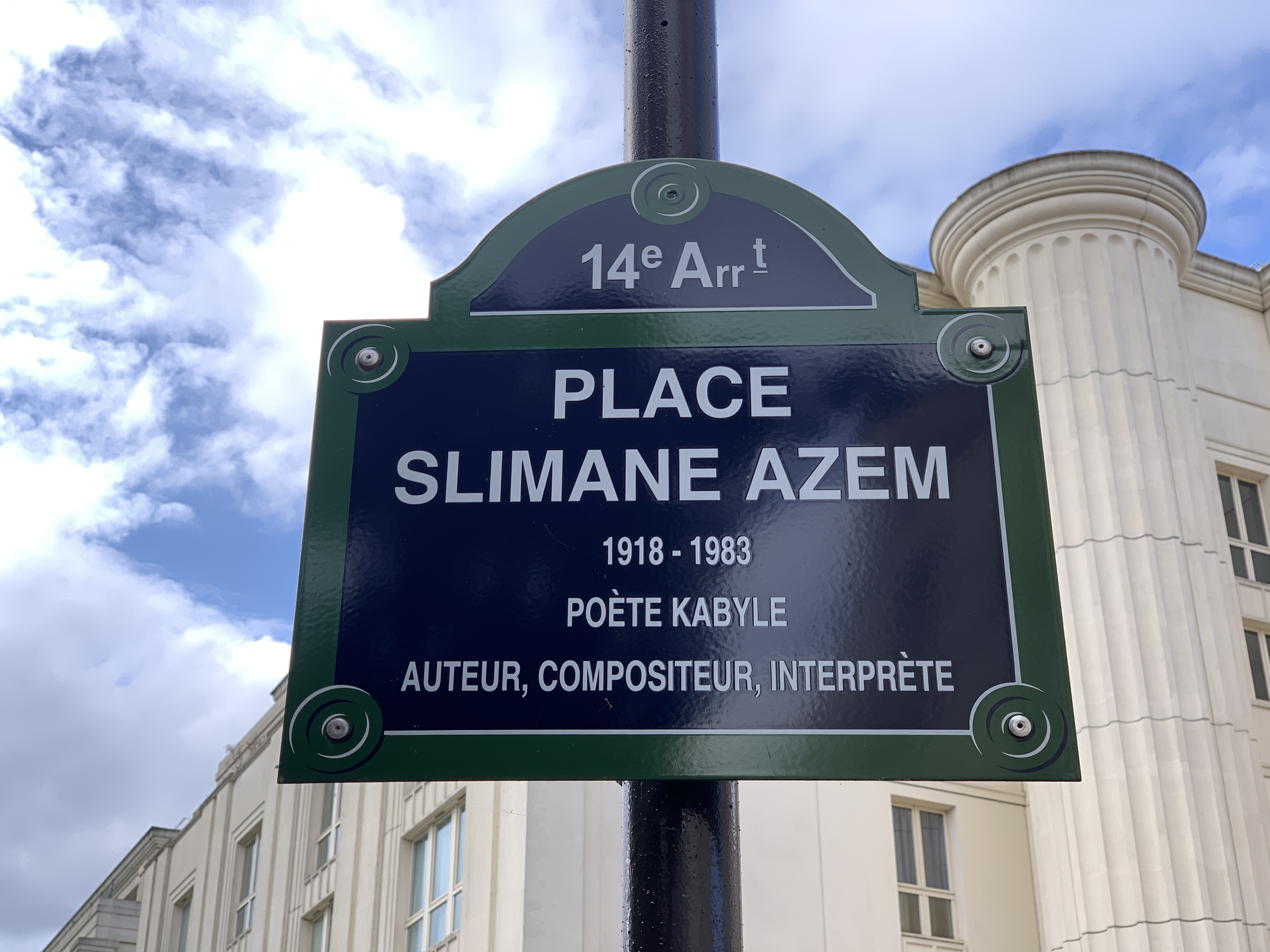
La place Slimane-Azem dans le 14e arrondissement de Paris

En 2008, la ville de Moissac, en France, décide d'honorer le chanteur en baptisant un jardin à son nom. La ville de Paris a fait de même en décembre 2013 en baptisant une place dans le 14e arrondissement.
En 2020, HK et Les Saltimbanks lui rend hommage dans la chanson Slimane de l'album Petite Terre.

## Vie privée
Il est le frère de Ouali Azem, député français de 1958 à 1962 sous la Ve République.

## Chansons célèbres
- Dites-moi les amis, chanson rendue célèbre par le film Les collègues (1999) ;
- A Muh A Muh traite des conditions de vie des immigrés ;
- Lejdud(les ancêtres)
- Yekfa laman(la confiance est perdu)
- Effegh ay ajrad tamurt-iw (Criquets, quittez mon pays) dénonce les conditions de la colonisation ;
- Ghef teqbaylit yuli was (Le Jour se lève sur la langue kabyle) est un hommage au Printemps berbère ;
- La carte de résidence, chante les difficultés de l'immigration et de la délivrance de ladite carte ;
- Algérie mon beau pays, chant nostalgique.

## Discographie complète
1. Ma tedduḍ a nruḥ (a muḥ a muḥ première version en auto-édition de 1948, puis seconde version en 1951)
2. Aṭas i sebregh (avec Bahia Farah)
3. Nek akk-d kemm (avec Fatma Zohra)
4. Nek d lmir (en kabyle et en arabe algérien)
5. Akka-agi id yeffegh lekhbar
6. Amek ara nili susta (en arabe algérien et en kabyle)
7. Debza u dmagh (avec Mohamed Hilmi)
8. Lalla Mergaza
9. Aẓar di tchina
10. Annagh ay a'abuḍ (version 1)
11. Sell-iw ghef Nnbi
12. Ay ul-iw tub
13. Llah ghaleb
14. A Rebbi lmudabbar (version 1)
15. Ata lqum
16. Tikher-as i l'abd ad yehder (avec Mohamed Hilmi)
17. Idrimen idrimen
18. Ddunit tettghurru
19. Ur ideqar
20. Rebbi ketch d am'iwen
21. A yul-iw ilik d lhar
22. Zzman ikherweḍ
23. Aḥbib n wul-iw iruḥ
24. Afrukh Ifirelles
25. Ffegh ay ajrad tamurt-iw
26. D aghrib d aberrani
27. Zzukh d lmecmel
28. Iḍehred wagur
29. Neḍleb Rebbi ad agh ya'fu
30. Berka-yi tissit n chrab
31. Nettruḥu nettughal
32. Yekfa laman
33. Inas i leflani (version 1) (perdue)
34. A ya tamurt-iw (version 1) (perdue)
35. Terwi Tebberwi
36. Azger ye'qel gma-s
37. Leḥbab n lweqt-a
38. Zzman lghatti
39. Akem yekhd'a Rebbi a Ddunit
40. Babaghayu
41. A Muḥ a Muḥ (version 2 1967)
42. Amqerqur n umdun
43. Taqsitt g emqerqur
44. Inas i leflani (version 2 1967)
45. 19 di Meghres
46. A tamurt-iw a'zizen (sur 2 rythmes)
47. A tigejdit
48. Aha la la
49. Annagh ay a'ebbuḍ (version 2 1967)
50. Argaz n tmettut
51. A Rebbi a lmuddebar (Version 2 1967 ou 68)
52. Ay amuḍhin
53. Ay ul-iw henni-yi
54. Chfiɣ ttugh
55. Uk a'yiɣ
56. A nekkar leḥsan
57. Wah Rebbi Wah
58. Muḥend u Qasi
59. Iya wiyak a Ḥmed
60. Qern Arba'tach
61. Lful d ibawen
62. Tlata yeqjan
63. Duminu
64. A ttnadigh ad cetkigh
65. A Madame encore à boire
66. Ament-as
67. A win yellan d lfahem (disque d’or 1970)
68. Lweqt agheddar
69. Gummagh ad mektigh
70. I lukan di ulach lukan
71. Ul-iw baqi yettkhemmim
72. Wiyak a lfahem
73. A nkhemmem
74. A taguitart-iw
75. A ya tamurt-iw (version 2 avec guitare seulement)
76. Asefru
77. Bu n Adem
78. Dda Mezian
79. Ddunit
80. Zhar i'ewjen
81. Lejdud n zik
82. Nukni id nukni
83. Si Muḥ u Mḥend yenna-d
84. Si zik
85. Tabrat
86. Taqbaylit
87. Taqsitt n lewhuch
88. Taqsitt n Muh
89. Wa ibennu wa yetthuddu
90. Ya Muḥend 01
91. Yir lekhbar n lmut
92. Zik ghilegh d aqessar

-- Double Best --
1. "A teqvaylit"
2. "Si Muḥ"
3. "Itsaoui Dnouvi Iyiris"
4. "Thaq Sit Lajemiyen"
5. "Ahatha Guitarthique"
6. "Thoura Jarvagh Kourchi"
7. "Thamourth A'zizen Felli"
8. "Algérie mon beau pays"
9. "Ayadhou Goual"
10. "Adehkough Masal"
11. "Themzi Irohen"
12. "Vava Dhemis"
13. "Akhinigh"
14. "Ouid Yemouthen"
15. "Mouh Ye Tavarmouth"
16. "Ayene Jervegh"
17. "Elouaqth Ivedlem"
18. "Dites-moi mes amis"